# Spilococcus quercinus
Spilococcus quercinus är en insektsart som beskrevs av Mckenzie 1962. Spilococcus quercinus ingår i släktet Spilococcus och familjen ullsköldlöss. Inga underarter finns listade i Catalogue of Life.